# 川口三郎
川口 三郎（かわぐち さぶろう、1932年11月23日 - 2007年3月8日）は、日本の政治家。茨城県議会議員、第78代茨城県議会議長を務めた。
茨城県取手市（旧・北相馬郡藤代町）出身。茨城県立水海道第一高等学校卒業後、中央大学卒業。1967年に藤代町議会議員となる。1970年、茨城県議会議員選挙に北相馬郡選挙区から立候補し、当選。
2007年、9期目途中で肺癌のため死去。これにより県議選で一騎討ちとなった自由民主党の新人、小林靖男が繰り上げ当選。